# Ivo Sedláček
Ivo Sedláček (* 1. března 1961 Brno) je český výtvarník a pedagog. Je činný také jako výtvarný redaktor, kurátor výstav současného umění, teoretik umění, kreslíř, malíř, tvůrce objektů a dříve privátních akcí.

## Život
V letech 1976–1980 navštěvoval Střední uměleckoprůmyslovou školu v Brně, v současné době Střední škola umění a designu a Vyšší odborná škola Brno. Po absolvování střední školy pracoval v podniku Brnosport rok jako výtvarník a tiskař sítotisku v propagaci. Poté studoval v letech 1981–1986 výtvarnou výchovu a český jazyk v Brně na Pedagogické fakultě Univerzity Jana Evangelisty Purkyně (UJEP), v současné době Masarykova univerzita (MU). V roce 1984 pobýval v Drážďanech na stipendijním pobytu. V roce 1994 vystavoval v Českém kulturním centru v Berlíně a v roce 2001 měl výstavu v německém městě Limbach-Oberfrohna. V letech 1986–1998 působil jako kurátor výstav současného umění ve Státní galerii ve Zlíně (nyní Krajská galerie výtvarného umění ve Zlíně, KGVU). Ivo Sedláček se v roce 1992 stal jedním ze zakladatelů kulturního periodika Prostor Zlín, které vychází dodnes. Jako výkonný redaktor působil v Prostoru Zlín letech v 1992–1995, od roku 1996 je zástupcem šéfredaktora a výtvarný publicista. V roce 1994 byl spoluzakladatelem výtvarného ateliéru Zlínské soukromé vyšší odborné školy umění, o.p.s. Ve škole působí jako výtvarný pedagog a od roku 1999 je ředitelem školy. V roce 1999 se stal členem akvizičního sboru pro nákup uměleckých děl do sbírek Krajské galerie výtvarného umění ve Zlíně. V letech 2008–2013 vedl výuku oboru Kresba na Fakultě umění Ostravské univerzity v detašovaném ateliéru Kresby ve Zlíně. Od roku 2008 je členem Umělecké rady ředitele Střední uměleckoprůmyslové školy v Uherském Hradišti.
Ivo Sedláček se věnuje malbě, kresbě a tvorbě objektů. Svou tvorbu vystavuje samostatně i kolektivně, v České republice i v zahraničí, v 80. letech především na akcích mail artu (např. v Německu, Itálii, Belgii, Polsku, Švédsku, USA nebo v Japonsku). Mailartové projekty vycházely ze seznamu adres mnoha výtvarníků z celého světa, většinou jako součást katalogů nebo dokumentace zasílané poštou od pořadatelů zmíněných projektů či jen výstav výtvarně pojednaných nebo autorsky vytvořených poštovních obálek a jejich obsahu. Z brněnského okruhu se v katalozích mailartu objevovala jména a adresy například Jana Steklíka, Jiřího Valocha, Jiřího Hynka Kocmana či Dalibora Chatrného. Samostatně vystavuje Ivo Sedláček od roku 1984, kolektivních výstav se účastní od roku 1978. S Josefem Daňkem a Blahoslavem Rozbořilem se v 80. letech podílel na koncipování a realizaci samizdatových autorských výtvarných knih a na bytových neoficiálních akcích (například Poslední oběd, 1987 nebo Otevírání muzea Ivo Sedláčka v Žabčicích, 1988).
Jeho díla jsou zastoupena ve sbírkách Krajské galerie výtvarného umění ve Zlíně, České pojišťovny, Muzea města Brna a v soukromých sbírkách doma i v zahraničí.

## Dílo

### Samostatné výstavy
- 1984 – Kresby, Minigalerie ve Výzkumném ústavu veterinárního lékařství, Brno
- 1986 – Vysokoškolský klub Brno (s J. Daňkem)
- 1986 – Na bidýlku, Brno (s J. Daňkem a M. Magnim)

- 1988 – Kresby, plastiky, Galerie mladých, Brno
- 1988 – Muzeum I.S., Žabčice
- 1989 – Barevné kresby, Galerie Grill, Brno
- 1989 – Klub mládeže Křenová, Brno (s M. Magnim)
- 1989 – Malby a kresby, Mikrobiologický ústav ČSAV, galerie, Praha
- 1991 – Malba, Kabinet múz, Brno
- 1992 – Městské divadlo, Zlín
- 1993 – Kresby, obrazy, Galerie Esprit, Plzeň
- 1994 – ..z jednoho cyklu..., Galerie Jaroslava Krále, Dům umění, Brno
- 2001 – Malby z roku 2000, Dům U Rudého vola, Brno
- 2004 – Pocta čtenářům ubrusů, Zámek, KGVU Zlín
- 2004 – Malby, ubrusy, vlizelíny, Galerie Primavesi, Olomouc
- 2008 – Malby z let 2006 – 2008, Hvězdárna, Zlín
- 2010 – Ubrusy, malby, vlizelíny, Galerie Dolmen, Brno
- 2010 – Setkání – malby, Galerie Doma, Kyjov (s Tomášem Švédou)
- 2013 – V prostoru, Galerie Magna, Ostrava
- 2013 – Naproti sobě, Městské divadlo, Zlín (s Martinem Čadou)
- 2013 –  Archív (s Josefem Daňkem a Blahoslavem Rozbořilem), Galerie Doma, Kyjov
- 2013 – Teď - malby z poslední doby, Slévárna Vaňkovka, Brno
- 2014 – Horizont událostí / Tvorba z let 2011–2014, Krajská galerie výtvarného umění ve Zlíně
- 2015 – Od – do, Galerie Orlovna, Kroměříž (s Radimem Hankem)
- 2016 – Diatríba na kosmologické téma, Galerie Synagoga, Hranice na Moravě (s Josefem. Daňkem)
- 2016 – Siluety různě ... v malbě, kresbě, frotáži, plastice (80.– 90. léta), Galerie Optika, Zlín
- 2017 – Kresby, grafiky, kombinované techniky, malby, Městská galerie, Otrokovice
- 2022 – Figury, Cafe Portál, Uherské Hradiště
- 2024 – Jeden Obraz, Zlín

### Kolektivní výstavy
- 1978 – Trienále 15/30, Dům pánů z Kunštátu, Brno
- 1981 – Trienále, Dům pánů z Kunštátu, Brno
- 1983 – Mladí brněnští výtvarníci, Dům pánů z Kunštátu, Brno
- 1983 – Komunikování uměním, Janov
- 1984 – Trienále, Dům pánů z Kunštátu, Brno
- 1984 – Přehlídka mladých brněnských výtvarníků, Galerie mladých, Brno
- 1984 – Mail art show, Caffé Voltaire, Florencie
- 1984 – Zeď komunikace, Brusel
- 1985 – Mail art, Stockholm
- 1985 – International mail art exibition, Studio arts gallery, Minneapolis, Minnesota, USA
- 1985 – Mail tridemensional art, Caffé Voltaire, Florencie
- 1985 – Co dělat ve sklepě? Novi Sad
- 1985 – Dlouhý život umění – dlouhý život zemi, Legnano, Itálie
- 1985 – Mail photo show, Japonsko
- 1985 – Umělecká revoluce, Berkeley, Kalifornie
- 1986 – International exibition of mail art, Janov, Itálie
- 1986 – Mezi korespondencí a uměním, Verona, Itálie
- 1986 – International mail art show, Studio arts gallery, Mineapolis, Minnesota
- 1986 – OKM Podvesná, Zlín
- 1987 – Kulturní dům v Kamenné kolonii, Brno
- 1987 – Woman is…, Miláno, Itálie
- 1988 – Studio arts gallery, Minneapolis, Minnesota
- 1989 – Dvůr galerie mladých, Brno
- 1989 – Ilustrátoři revue Universitas, Brno
- 1989 – „Hommage a Henryk Stazewski“, Galerie Sztuki Rekwizytornia, Wroclaw, Polsko
- 1989 – Mail art, Berlín
- 1990 – Přehlídka mladých brněnských výtvarníků, VŠ klub, Brno
- 1990 – Otevřený dialog, VŠ klub, Brno (repríza Kunstlerforum, Bonn)
- 1990 – Salon výtvarníků jihovýchodní Moravy, Oblastní galerie ve Zlíně, Dům umění, Zlín
- 1990 – Brněnský okruh, Galerie mladých, Praha (repríza Orlická galerie, Rychnov nad Kněžnou)
- 1991 – Mezi křikem a meditací, Dům umění města Brna, Dům umění, Brno
- 1991 – Z tvorby mladých brněnských výtvarníků, Klub přátel české kultury, Bratislava (repríza Budapešť, Maďarsko)
- 1992 – Mona Lisa, U Dobrého pastýře, Brno
- 1993 – Ze současné brněnské malby, Dům umění města Brna
- 1993 – TT klub, Dům umění, Znojmo
- 1993 – Art in, Umělecká beseda, Nitra
- 1993 – Bílé zboží, Vilnius, Litva
- 1994 – Hlavně hlava, U Dobrého pastýře, Brno
- 1994 – Symboly tří generací, Katowice, Polsko (repríza Malovaný dům, Třebíč)
- 1994 – Symbolistní figurace v českém umění přelomu 80. a 90. let, Státní galerie ve Zlíně, zlínský zámek
- 1994 – Velký formát, zámek Valtice
- 1995 – Malba plastelínou, Galerie Sýpka, Vlkov u Tišnova (repríza Galerie JNJ, Praha)
- 1996 – I. nový zlínský salon, Státní galerie ve Zlíně
- 1996 – Mladé setkání, Galerie výtvarného umění, Hodonín (repríza St. Pölten, Rakousko)
- 1996 – Zpřítomnění, klášter Rosa coeli, Dolní Kounice
- 1996 – Pocta učiteli, U Dobrého pastýře, Brno
- 1997 – Výsledky sympózia, Nadace Vaňkovka, Brno
- 1997 – Velký formát, GVU Hodonín
- 1998 – Nestandardní formáty, TT klub Brno, Galerie města Blanska (repríza Galerie Caesar, Olomouc)
- 1998 – Přírůstky uměleckých sbírek Státní galerie ve Zlíně (1990–1997, Dům umění ve Zlíně)
- 1998 – Středoevropské bienále kresby, Plzeň
- 1998 – Tíha šťastných nálezů, Galerie Centra kultury a vzdělávání, Ostrava
- 1999 – Výstava pro zvířata, Galerie Sýpka, Vlkov U Tišnova
- 1999 – II. Nový zlínský salon, Státní galerie ve Zlíně
- 2000 – Galerie Ikaros, Strážnice
- 2001 – Ohne Titel, Galerie Mokrá, Zlín
- 2002 – Pocta Svatoplukovi Slovenčíkovi, Krajská galerie výtvarného umění ve Zlíně, zlínský zámek
- 2002 – III. Nový zlínský salon, Krajská galerie výtvarného umění ve Zlíně
- 2004 – Z umělecké tvorby východní Moravy II, Krajská galerie výtvarného umění ve Zlíně, zlínský zámek
- 2005 a 2008 – Nový zlínský salon, Krajská galerie výtvarného umění ve Zlíně
- 2006/2007 – Zlínský okruh, České muzeum výtvarného umění Praha, Galerie výtvarného umění Karlovy Vary, Galerie města Plzně, Galerie M. A. Bazovského Trenčín

- 2010 – Brněnská osmdesátá, Muzeum města Brna a Galerie ARS, Brno
- 2011 – Práce na papíru a z papíru - Zlínský okruh, Galerie Orlovna, Kroměříž
- 2011 – Studenti Fakulty umění OU + host, Vinotéka Malenovice
- 2011 – Práce na papíru a z papíru - Zlínský okruh, Galerie Orlovna, Kroměříž
- 2012 – Práce s papírem a na papíře - Zlínský okruh 2, Galerie výtvarného umění v Havlíčkově Brodě
- 2013 – Navzájem. Společenství 70. a 80. let, Tranzitdisplay Praha a Dům umění města Brna
- 2013 – Od moderny po současnost 1945-2013, stálá expozice, hrad Špilberk, Brno
- 2015 – Ohne Titel 8, zámecká vila Vrbasova muzea, Ždánice
- 2015 – Art is here, stálá expozice v Pražákově paláci, Moravská galerie v Brně
- 2016 – Memento Tiziani, Galerie Orlovna, Kroměříž
- 2017 – Souznění - hudba jako inspirace, Muzeum Napajedla
- 2018 – Jsme kurátory!, Krajská galerie výtvarného umění ve Zlíně
- 2018 – Steklík a hosté - Pocty a kresby, Malá scéna, Ústí nad Orlicí
- 2018 – Člověk - město 1918/2018, Galerie Václava Chada, Zlín
- 2019 – Reunion, bar v Kamenné kolonii, Brno
- 2019 –  Reunion II, Městské divadlo, Brno
- 2019 – Pedagogové Zlínské soukromé vyšší školy umění, Galerie Doma, Kyjov
- 2020 – Monochrom, Galerie Václava Chada, Zlín
- 2020 – Zlínský okruh VII. Poprvé ve Zlíně, Krajská galerie výtvarného umění ve Zlíně
- 2021 – Ohne Tittel IX, Vinotéka Art 60, Zlín
- 2021 – Kolekce česko-slovenské serigrafie ze sbírek Fakulty umění OU, Dům umění v Opavě
- 2022 – Reunion 2022, Městská galerie Otrokovice
- 2022 – Malenisko 22, Poutní kostel a okolí Malenisko - Provodov
- 2022 – REUNION - Vrchlabí 2022, Galerie Morzin
- 2022   – Současná česká serigrafie ze sbírek Mezinárodního serigrafického sympozia Ostrava 2014–2022, Galerie Hollar, Praha
- 2023 – Pocta E. Ovčáčkovi, Sborník k jeho 90. narozeninám, Dům umění Ostrava
- 2023 – Malenisko 2023, Poutní kostel a okolí Malenisko - Provodov
- 2023 – Výstava zlínských výtvarníků, Izegem, Belgie
- 2023 – RUACH / Reunion, Regionální muzeum v Mikulově, Horní synagoga
- 2023 – Salon L. Š. (pocta Ludvíku Ševečkovi), Krajská galerie výtvarného umění, Zlín
- 2024 – 1 + 1 = 16, pedagogové a absolventi školy, Galerie Doma, Kyjov
- 2025 - V proudu barev, tvarů a světla - Zlínský okruh, zámek Holešov
- 2025 - Výtvarné sympozium Janáček ART 2025, Přibyslav/Malá Losenice